# 淅陽郡
淅陽郡（せつよう-ぐん）は、中国にかつて存在した郡。南北朝時代から唐代にかけて、現在の河南省南陽市西部に設置された。

## 概要
北魏により析陽郡が設置された。析陽郡は東析陽・西析陽の2県を管轄した。北周により淅陽郡と改称された。
583年（開皇3年）、隋が郡制を廃すると、淅陽郡は廃止されて、淅州に編入された。607年（大業3年）に州が廃止されて郡が置かれると、淅州が淅陽郡と改称された。淅陽郡は南郷・内郷・丹水・武当・均陽・安福・鄖郷の7県を管轄した。618年（義寧2年）、武当・均陽の2県が分離されて、武当郡が置かれた。
618年（武徳元年）、唐により淅陽郡は廃止され、内郷県に淅州が置かれた。